# Tandem Computers
Tandem Computers war ein US-amerikanischer Computer-Hersteller, der mit seiner Baureihe NonStop erstmals besonders fehlertolerante Serversysteme entwickelte. Das Unternehmen wurde 1974 gegründet und 1997 von Compaq übernommen. Die fehlertoleranten NonStop-Rechner wurden dennoch weiterentwickelt und werden nach der Übernahme Compaqs durch Hewlett-Packard (HP) im Jahr 2002 heute unter dem Namen HP Integrity NonStop Server vertrieben.

## Geschichte

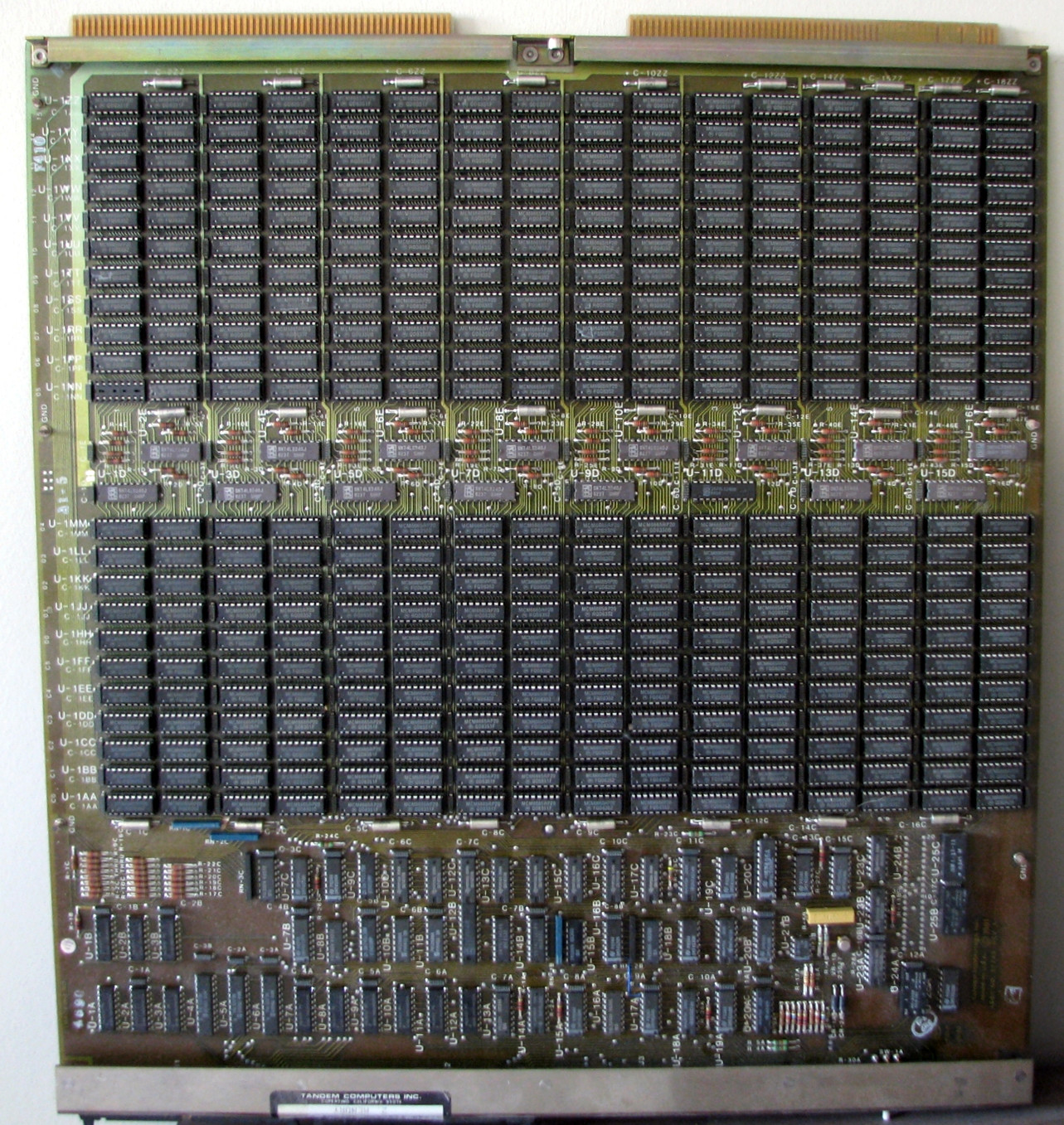
Speicherkarte T16 von Tandem

Die Firma Tandem Computers wurde 1974 von einer Gruppe von Hewlett-Packard-Ingenieuren um James Treybig gegründet. Das erste System (Tandem NonStop I) wurde 1976 auf den Markt gebracht.
Weitere wichtige Modellreihen der Anfangsjahre waren NonStop II (1980), NonStop TXP (1983), NonStop VLX (1986) und NonStop Cyclone (1989), die alle in diskreter Technologie aufgebaut waren. Eine der Maschinen aus den frühen 1980er Jahren ist im Deutschen Museum München als laufendes System ausgestellt. In den 1990er-Jahren wurden die NonStop-Systeme der K-Serie mit Mikroprozessoren der Firma MIPS ausgerüstet. 1997 wurde bei der neuen S-Serie die bis dahin verwendete Dynabus-Architektur von der neuartigen Systemarchitektur „ServerNet“ abgelöst. Anstatt eines doppelt ausgelegten Systembusses kam ein redundantes System Area Network mit extrem schnellen internen Routern zum Einsatz, wodurch die interne Bandbreite des Systems praktisch unbegrenzt gesteigert werden konnte. Die technischen Konzepte von ServerNet flossen später in die serielle Hochgeschwindigkeitsübertragungstechnologie InfiniBand ein.
Im gleichen Jahr wurde das bis dahin verwendete proprietäre Betriebssystem Guardian durch ein völlig neues Betriebssystem namens NonStop OS ersetzt. NonStop OS hat einen Unix-Charakter (OSS), die Benutzerschnittstellen sind POSIX-konform. Aus Kompatibilitätsgründen verfügt NonStop OS zusätzlich auch über einen Guardian-Modus (Investitionsschutz für bestehende Anwendungen).
Tandem Computers wurde 1997 für beinahe drei Milliarden Dollar von Compaq übernommen. Die Systeme wurden fortan unter der Bezeichnung „Compaq Himalaya“ vertrieben.
Die Firma Compaq wurde wiederum 2002 von Hewlett-Packard übernommen. Damit ist dieses von ehemaligen HP-Mitarbeitern gegründete Unternehmen nach 28 Jahren bei HP gelandet. Unter HP wurde die Produktbezeichnung in HP NonStop geändert. Mit der 2005 erfolgten Umstellung auf Itanium-Prozessoren der Firma Intel wurde die heutige Bezeichnung HP Integrity NonStop eingeführt. Diese Systeme sind heute eine der drei strategischen Serverlinien von HP.

## NonStop-Systeme

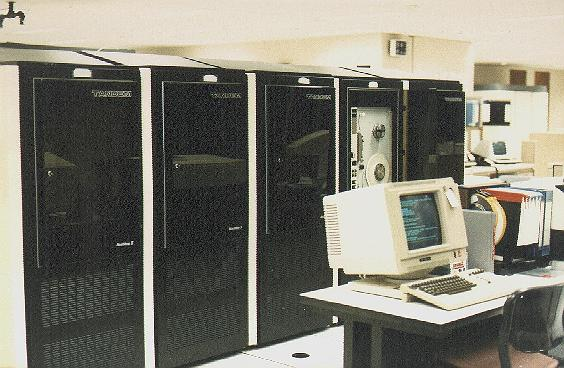
NonStop II Anlage

Die NonStop-Systeme zeichnen sich durch ein Höchstmaß an Ausfallsicherheit aus und sind auf Grund ihrer massiv parallelen Rechnerarchitektur extrem hoch skalierbar.
NonStop-Systeme enthalten keinen „single point of failure“ (einzelne Ausfallstelle), alle Komponenten wie z. B. CPUs, Steuereinheiten, Festplatten, Datenpfade oder auch Stromversorgungen sind mehrfach vorhanden. Bei Ausfall einer Komponente rekonfiguriert sich das System automatisch (Selbstheileffekt). Die Fehlertoleranz ist nicht nur in der Hardware, sondern auch in der Systemsoftware implementiert. Aktive Prozesse und deren Backup-Prozesse bilden Prozesspaare, das Betriebssystem sorgt dafür, dass auch bei Auftreten von Softwarefehlern die Verarbeitung unterbrechungsfrei fortgeführt wird und keine Daten verloren gehen. Für die Anwendung sind diese Vorgänge transparent, die erforderlichen Recoverymaßnahmen werden ausschließlich auf der Systemebene abgewickelt.
Durch diese spezielle Verfahrensweise entfällt das sonst übliche High Availability Clustering, wodurch das Systemmanagement stark vereinfacht wird. Der Betrieb des Systems ist dadurch sehr kostengünstig, gleichzeitig ist das Systemverhalten extrem robust.
Entsprechend ihrer Charakteristik werden NonStop-Systeme hauptsächlich dort eingesetzt, wo ständige Verfügbarkeit gefordert wird. Beispiele sind die Steuerung von Geldautomaten- und Kassenbezahlsystemen (Point of Sale) oder der Betrieb von Börsenhandelssystemen wie z. B. bei der New York Stock Exchange. Ein anderes Beispiel ist Kurs 90, das zentrale Fahrkarten-Verkaufssystem bei mehreren europäischen Bahngesellschaften.
In den genannten Einsatzgebieten werden weltweit etwa 70 % aller Transaktionen über NonStop-Systeme abgewickelt. Weitere typische Einsatzbereiche sind die Steuerung von Kommunikationsnetzen (z. B. für Mobilfunk), die Steuerung von Fabrikationsanlagen und automatischen Lagersystemen oder der Betrieb von Reservierungssystemen wie etwa bei der Deutschen Bahn.